# مسابقات فوتبال زیر ۲۰ سال آسیا
مسابقات فوتبال زیر ۲۰ سال آسیا که پیش‌تر با نام  جام قهرمانی جوانان آسیا شناخته می‌شد.این بازی‌ها توسط کنفدراسیون فوتبال آسیا هر ساله برگزار می‌شود و اولین دوره این بازی‌ها در ساله ۱۹۵۹ در مالزی انجام شد. از سال ۱۹۵۹ تا ۱۹۷۸ این بازی‌ها هر ساله انجام می‌شد. بعد از سال ۱۹۸۰ مقرر شد این مسابقات هر دو سال یک بار برگزار شود.این مسابقات به دو قسمت تقسیم می‌شود، دوره اول این مسابقات را مرحله مقدماتی می‌نامند که تمام فدراسیون‌ های در این مرحله حضور دارند.دور دوم این مسابقات شامل ۱۶ تیم برتر آسیا است که از مرحله مقدماتی صعود می‌کنند.

## نتایج
| سال         | میزبان            |                                                     | فینال                                               | فینال                                               | فینال                                               |                                                     | بازی مقام سومی                                      | بازی مقام سومی                                      | بازی مقام سومی                                      |
| سال         | میزبان            | قهرمان                                              | نتیجه                                               | نایب قهرمان                                         | مقام سوم                                            | نتیجه                                               | مقام چهارم                                          |                                                     |                                                     |
| ----------- | ----------------- | --------------------------------------------------- | --------------------------------------------------- | --------------------------------------------------- | --------------------------------------------------- | --------------------------------------------------- | --------------------------------------------------- | --------------------------------------------------- | --------------------------------------------------- |
| ۱۹۵۹ جزئیات | مالایا            | کرهٔ جنوبی                                           | ۲-۱                                                 | مالایا                                              | ژاپن                                                | ۶-۲                                                 | هنگ کنگ                                             |                                                     |                                                     |
| ۱۹۶۰ جزئیات | مالایا            | کرهٔ جنوبی                                           | ۴-۰                                                 | مالایا                                              | هنگ کنگ                                             | ۲-۱                                                 | اندونزی                                             |                                                     |                                                     |
| ۱۹۶۱ جزئیات | تایلند            | برمه · اندونزی                                      | ۰-۰ ۲                                               |                                                     | تایلند                                              | ۲-۱                                                 | کرهٔ جنوبی                                           |                                                     |                                                     |
| ۱۹۶۲ جزئیات | تایلند            | تایلند                                              | ۲–۱                                                 | کرهٔ جنوبی                                           | اندونزی                                             | ۳–۰                                                 | مالزی                                               |                                                     |                                                     |
| ۱۹۶۳ جزئیات | مالزی             | کرهٔ جنوبی · میانمار                                 | ۲–۲                                                 |                                                     | تایلند                                              | ۲–۰                                                 | هنگ کنگ                                             |                                                     |                                                     |
| ۱۹۶۴ جزئیات | ویتنام            | میانمار اسرائیل                                     | ۰–۰ ۲                                               |                                                     | ویتنام                                              | ۲–۰                                                 | اندونزی                                             |                                                     |                                                     |
| ۱۹۶۵ جزئیات | ژاپن              | اسرائیل                                             | ۵–۰                                                 | میانمار                                             | مالزی                                               | ۴–۱                                                 | هنگ کنگ                                             |                                                     |                                                     |
| ۱۹۶۶ جزئیات | فیلیپین           | اسرائیل میانمار                                     | ۱–۱ ۲                                               |                                                     | چین تایلند                                          | ۳                                                   |                                                     |                                                     |                                                     |
| ۱۹۶۷ جزئیات | تایلند            | اسرائیل                                             | ۳–۰                                                 | اندونزی                                             | میانمار                                             | ۴–۰                                                 | سنگاپور                                             |                                                     |                                                     |
| ۱۹۶۸ جزئیات | کره جنوبی         | میانمار                                             | ۴–۰                                                 | مالزی                                               | کرهٔ جنوبی · اسرائیل                                 | ۳                                                   |                                                     |                                                     |                                                     |
| ۱۹۶۹ جزئیات | تایلند            | میانمار تایلند                                      | ۲–۲                                                 |                                                     | ایران                                               | ۲–۱                                                 | اسرائیل                                             |                                                     |                                                     |
| ۱۹۷۰ جزئیات | فیلیپین           | میانمار                                             | ۳–۰                                                 | اندونزی                                             | کره جنوبی                                           | ۵–۰                                                 | ژاپن                                                |                                                     |                                                     |
| ۱۹۷۱ جزئیات | ژاپن              | اسرائیل                                             | ۱–۰                                                 | کره جنوبی                                           | میانمار                                             | ۲–۰                                                 | ژاپن                                                |                                                     |                                                     |
| ۱۹۷۲ جزئیات | تایلند            | اسرائیل                                             | ۱–۰                                                 | کره جنوبی                                           |                                                     | ۱                                                   |                                                     |                                                     |                                                     |
| ۱۹۷۳ جزئیات | ایران             | ایران                                               | ۲–۰                                                 | ژاپن                                                |                                                     | ۱                                                   |                                                     |                                                     |                                                     |
| ۱۹۷۴ جزئیات | تایلند            | هند ایران                                           | ۲–۲                                                 |                                                     |                                                     | ۱                                                   |                                                     |                                                     |                                                     |
| ۱۹۷۵ جزئیات | کویت              | عراق ایران                                          | ۰–۰ ۲                                               |                                                     | کویت کره شمالی                                      | ۲–۲ ۳                                               |                                                     |                                                     |                                                     |
| ۱۹۷۶ جزئیات | تایلند            | ایران کره شمالی                                     | ۰–۰ ۲                                               |                                                     |                                                     | ۱                                                   |                                                     |                                                     |                                                     |
| ۱۹۷۷ جزئیات | ایران             | عراق                                                | ۴–۳                                                 | ایران                                               | بحرین                                               | ۳–۱                                                 | ژاپن                                                |                                                     |                                                     |
| ۱۹۷۸ جزئیات | بنگلادش           | عراق کره جنوبی                                      | ۱–۱ ۲                                               |                                                     | کویت کره شمالی                                      | ۱–۱ ۳                                               |                                                     |                                                     |                                                     |
| ۱۹۷۹        | چین               | به دلیل مشکلات ورود تیم ملی کره جنوبی به چین لغو شد | به دلیل مشکلات ورود تیم ملی کره جنوبی به چین لغو شد | به دلیل مشکلات ورود تیم ملی کره جنوبی به چین لغو شد | به دلیل مشکلات ورود تیم ملی کره جنوبی به چین لغو شد | به دلیل مشکلات ورود تیم ملی کره جنوبی به چین لغو شد | به دلیل مشکلات ورود تیم ملی کره جنوبی به چین لغو شد | به دلیل مشکلات ورود تیم ملی کره جنوبی به چین لغو شد | به دلیل مشکلات ورود تیم ملی کره جنوبی به چین لغو شد |
| ۱۹۸۰ جزئیات | تایلند            | کرهٔ جنوبی                                           | ۴                                                   | قطر                                                 | ژاپن                                                | ۴                                                   | تایلند                                              |                                                     |                                                     |
| ۱۹۸۲ جزئیات | تایلند            | کره جنوبی                                           | ۴                                                   | چین                                                 | عراق                                                | ۴                                                   | امارات متحده عربی                                   |                                                     |                                                     |
| ۱۹۸۵ جزئیات | امارات متحده عربی | چین                                                 | ۴                                                   | عربستان سعودی                                       | امارات متحده عربی                                   | ۴                                                   | تایلند                                              |                                                     |                                                     |
| ۱۹۸۶ جزئیات | عربستان سعودی     | عربستان سعودی                                       | ۲–۰                                                 | بحرین                                               | کرهٔ شمالی                                           | ۱–۰                                                 | قطر                                                 |                                                     |                                                     |
| ۱۹۸۸ جزئیات | قطر               | عراق                                                | ۱–۱ (۵–۴) پنالتی                                    | سوریه                                               | قطر                                                 | ۲–۰                                                 | امارات متحده عربی                                   |                                                     |                                                     |
| ۱۹۹۰ جزئیات | اندونزی           | کرهٔ جنوبی                                           | ۰–۰ (۴–۳) پنالتی                                    | کرهٔ شمالی                                           | سوریه                                               | ۱–۰                                                 | قطر                                                 |                                                     |                                                     |
| ۱۹۹۲ جزئیات | امارات متحده عربی | عربستان سعودی                                       | ۲–۰                                                 | کرهٔ جنوبی                                           | ژاپن                                                | ۳–۰                                                 | امارات متحدهٔ عربی                                   |                                                     |                                                     |
| ۱۹۹۴ جزئیات | اندونزی           | سوریه                                               | ۲–۱                                                 | ژاپن                                                | تایلند                                              | ۱–۱ (۳–۲) پنالتی                                    | عراق                                                |                                                     |                                                     |
| ۱۹۹۶ جزئیات | کره جنوبی         | کرهٔ جنوبی                                           | ۳–۰                                                 | چین                                                 | امارات متحدهٔ عربی                                   | ۲–۲ (۴–۳) پنالتی                                    | ژاپن                                                |                                                     |                                                     |
| ۱۹۹۸ جزئیات | تایلند            | کرهٔ جنوبی                                           | ۲–۱                                                 | ژاپن                                                | عربستان سعودی                                       | ۳–۱                                                 | قزاقستان                                            |                                                     |                                                     |
| ۲۰۰۰ جزئیات | ایران             | عراق                                                | ۲–۱                                                 | ژاپن                                                | چین                                                 | ۲–۲                                                 | ایران                                               |                                                     |                                                     |
| ۲۰۰۲ جزئیات | قطر               | کرهٔ جنوبی                                           | ۱–۰                                                 | ژاپن                                                | عربستان سعودی                                       | ۴-۰                                                 | ازبکستان                                            |                                                     |                                                     |
| ۲۰۰۴ جزئیات | مالزی             | کرهٔ جنوبی                                           | ۲–۰                                                 | چین                                                 | ژاپن                                                | ۱–۱ (۴–۳) پنالتی                                    | سوریه                                               |                                                     |                                                     |
| ۲۰۰۶ جزئیات | هند               | کرهٔ شمالی                                           | ۱–۱ (۵–۳) پنالتی                                    | ژاپن                                                | کرهٔ جنوبی                                           | ۲–۰                                                 | اردن                                                |                                                     |                                                     |
| ۲۰۰۸ جزئیات | عربستان سعودی     | امارات متحده عربی                                   | ۲–۱                                                 | ازبکستان                                            | کرهٔ جنوبی                                           | ۱                                                   | استرالیا                                            |                                                     |                                                     |
| ۲۰۱۰ جزئیات | چین               | کرهٔ شمالی                                           | ۳–۲                                                 | استرالیا                                            | کرهٔ جنوبی                                           | ۱                                                   | عربستان سعودی                                       |                                                     |                                                     |
| ۲۰۱۲ جزئیات | امارات متحدهٔ عربی |                                                     | کرهٔ جنوبی                                           | ۱-۱ (۴-۱) پنالتی                                    | عراق                                                |                                                     | استرالیا و ازبکستان                                 | استرالیا و ازبکستان                                 | استرالیا و ازبکستان                                 |
| ۲۰۱۴ جزئیات | برمه              |                                                     | قطر                                                 | ۱-۰                                                 | کرهٔ شمالی                                           |                                                     | برمه و ازبکستان                                     | برمه و ازبکستان                                     | برمه و ازبکستان                                     |
| ۲۰۱۶ جزئیات | بحرین             |                                                     | ژاپن                                                | ۰-۰ (۵-۳) پنالتی                                    | عربستان سعودی                                       |                                                     | ایران و ویتنام                                      | ایران و ویتنام                                      | ایران و ویتنام                                      |
| ۲۰۱۸ جزئیات | اندونزی           |                                                     | عربستان سعودی                                       | ۲-۱                                                 | کرهٔ جنوبی                                           |                                                     | ژاپن و قطر                                          | ژاپن و قطر                                          | ژاپن و قطر                                          |
| ۲۰۲۰ جزئیات | ازبکستان          |                                                     | به خاطر همه گیری کوید-۱۹ لغو شد.                    | به خاطر همه گیری کوید-۱۹ لغو شد.                    | به خاطر همه گیری کوید-۱۹ لغو شد.                    | به خاطر همه گیری کوید-۱۹ لغو شد.                    | به خاطر همه گیری کوید-۱۹ لغو شد.                    | به خاطر همه گیری کوید-۱۹ لغو شد.                    | به خاطر همه گیری کوید-۱۹ لغو شد.                    |
| ۲۰۲۳ جزئیات | ازبکستان          |                                                     | ازبکستان                                            | ۱-۰                                                 | عراق                                                |                                                     | ژاپن و کرهٔ جنوبی                                    | ژاپن و کرهٔ جنوبی                                    | ژاپن و کرهٔ جنوبی                                    |
| ۲۰۲۵ جزئیات | چین               |                                                     |                                                     |                                                     |                                                     |                                                     |                                                     |                                                     |                                                     |

## موفقیت تیم‌ها
| تیم               | قهرمان                                                                 | نایب قهرمان                            | مقام سومی                   | مقام چهارمی           |
| ----------------- | ---------------------------------------------------------------------- | -------------------------------------- | --------------------------- | --------------------- |
| کره جنوبی         | ۱۱ (۱۹۵۹، ۱۹۶۰، ۱۹۶۳، ۱۹۷۸، ۱۹۸۰، ۱۹۸۲، ۱۹۹۰، ۱۹۹۶*, ۱۹۹۸، ۲۰۰۲، ۲۰۰۴) | ۴ (۱۹۶۲، ۱۹۷۱، ۱۹۷۲، ۱۹۹۲ )            | ۲ (۱۹۶۸*, ۲۰۰۶)             | ۱ (۱۹۶۱)              |
| میانمار           | ۷ (۱۹۶۱، ۱۹۶۳، ۱۹۶۴، ۱۹۶۶، ۱۹۶۸، ۱۹۶۹، ۱۹۷۰)                           | ۱ (۱۹۶۵)                               | ۲ (۱۹۶۷، ۱۹۷۱)              | -                     |
| اسرائیل#۱         | ۶ (۱۹۶۴، ۱۹۶۵، ۱۹۶۶، ۱۹۶۷، ۱۹۷۱، ۱۹۷۲)                                 | -                                      | ۱ (۱۹۶۸)                    | ۱ (۱۹۶۹)              |
| عراق              | ۵(۱۹۷۵، ۱۹۷۷، ۱۹۷۸، ۱۹۸۸، ۲۰۰۰)                                        | -                                      | ۱ (۱۹۸۲)                    | ۱ (۱۹۹۴)              |
| ایران             | ۴ (۱۹۷۳*, ۱۹۷۴، ۱۹۷۵، ۱۹۷۶)                                            | ۱ (۱۹۷۷*)                              | ۱ (۱۹۶۹)                    | ۱ (۲۰۰۰*)             |
| کره شمالی         | ۳ (۱۹۷۶، ۲۰۰۶، ۲۰۱۰)                                                   | ۱ (۱۹۹۰)                               | ۳ (۱۹۷۵، ۱۹۷۸، ۱۹۸۶)        | -                     |
| عربستان سعودی     | ۲ (۱۹۸۶*, ۱۹۹۲)                                                        | ۱ (۱۹۸۵)                               | ۲ (۱۹۹۸، ۲۰۰۲)              | -                     |
| تایلند            | ۲ (۱۹۶۲*, ۱۹۶۹*)                                                       | -                                      | ۴ (۱۹۶۱*, ۱۹۶۳، ۱۹۶۶، ۱۹۹۴) | ۲ (۱۹۸۰*, ۱۹۸۵)       |
| چین               | ۱ (۱۹۸۵)                                                               | ۳ (۱۹۸۲، ۱۹۹۶، ۲۰۰۴)                   | ۲ (۱۹۶۶، ۲۰۰۰)              | -                     |
| اندونزی           | ۱ (۱۹۶۱)                                                               | ۱ (۱۹۶۷)                               | ۱ (۱۹۶۲)                    | ۲ (۱۹۶۰، ۱۹۶۴)        |
| سوریه             | ۱ (۱۹۹۴)                                                               | ۱ (۱۹۸۸)                               | ۱ (۱۹۹۰)                    | ۱ (۲۰۰۴)              |
| هند               | ۱ (۱۹۷۴)                                                               | ۱ (۱۹۷۰)                               | -                           | -                     |
| امارات متحده عربی | ۱ (۲۰۰۸)                                                               | -                                      | ۲ (۱۹۸۵*, ۱۹۹۶)             | ۳ (۱۹۸۲، ۱۹۸۸، ۱۹۹۲*) |
| ژاپن              | -1(۲۰۱۶)                                                               | ۶ (۱۹۷۳، ۱۹۹۴، ۱۹۹۸، ۲۰۰۰، ۲۰۰۲، ۲۰۰۶) | ۴ (۱۹۵۹، ۱۹۸۰، ۱۹۹۲، ۲۰۰۴)  | ۳ (۱۹۷۱*, ۱۹۷۷، ۱۹۹۶) |
| مالزی             | -                                                                      | ۳ (۱۹۵۹*, ۱۹۶۰*, ۱۹۶۸)                 | ۱ (۱۹۶۵)                    | ۱ (۱۹۶۲)              |
| قطر               | -                                                                      | ۱ (۱۹۸۰)                               | ۱ (۱۹۸۸*)                   | ۲ (۱۹۸۶، ۱۹۹۰)        |
| بحرین             | -                                                                      | ۱ (۱۹۸۶)                               | ۱ (۱۹۷۷)                    | -                     |
| ازبکستان          | -                                                                      | ۱ (۲۰۰۸)                               | -                           | ۱ (۲۰۰۲)              |
| استرالیا          | -                                                                      | ۱ (۲۰۱۰)                               | -                           |                       |
| کویت              | -                                                                      | -                                      | ۲ (۱۹۷۵*, ۱۹۷۸)             | -                     |
| هنگ کنگ           | -                                                                      | -                                      | ۱ (۱۹۶۰)                    | ۳ (۱۹۵۹، ۱۹۶۳، ۱۹۶۵)  |
| ویتنام            | -                                                                      | -                                      | ۱ (۱۹۶۴*)                   | -                     |
| سنگاپور           | -                                                                      | -                                      | -                           | ۱ (۱۹۶۷)              |
| قزاقستان#۲        | -                                                                      | -                                      | -                           | ۱ (۱۹۹۸)              |
| اردن              | -                                                                      | -                                      | -                           | ۱ (۲۰۰۶)              |

* = میزبان
#۱ = اسرائیل در سال ۱۹۹۱ به یوفا پیوست.
#۲ = قزاقستان در سال ۲۰۰۲ به یوفا پیوست.

## تعداد میزبانی
۱۰ دوره
- تایلند—۱۹۶۱، ۱۹۶۲، ۱۹۶۷، ۱۹۶۹، ۱۹۷۲، ۱۹۷۴، ۱۹۷۶، ۱۹۸۰، ۱۹۸۲، ۱۹۹۸

۴ دوره
- مالزی—۱۹۵۹، ۱۹۶۰، ۱۹۶۳، ۲۰۰۴

۳ دوره
- ایران—۱۹۷۳، ۱۹۷۷، ۲۰۰۰
- امارات متحده عربی—۱۹۸۵، ۱۹۹۲، ۲۰۱۲

۲ دوره
- اندونزی—۱۹۹۰، ۱۹۹۴
- ژاپن—۱۹۶۵، ۱۹۷۱
- فیلیپین—۱۹۶۶، ۱۹۷۰
- قطر—۱۹۸۸، ۲۰۰۲
- کره جنوبی—۱۹۶۸، ۱۹۹۶
- عربستان سعودی—۱۹۸۶، ۲۰۰۸

۱دوره
- بنگلادش—۱۹۷۸
- چین—۲۰۱۰
- هند—۲۰۰۶
- کویت—۱۹۷۵
- ویتنام—۱۹۶۴